# كراون جول (2022)
كراون جول 2022 (بالإنجليزية: Crown Jewel)‏ هو عرض مصارعة محترفة من فئة الدفع مقابل المشاهدة وهو العرض الرابع من سلسلة عروض كراون جول. أقيم يوم السبت 5 نوفمبر بين بطل «WWE» رومان رينز ولوجان بول في الأول بارك في مدينة الرياض في السعودية.

## وصلات خارجية
- الموقع الرسمي